# Axxón
Axxón es un ezine argentino dedicado principalmente a la literatura de ciencia ficción, la fantasía y el terror.
Creada en 1989 por Eduardo J. Carletti y Fernando Bonsembiante, Axxón fue la primera revista editada en soporte informático en habla hispana, destacándose además que se trataba de un programa ejecutable autocontenido, desarrollado independientemente por sus creadores. La principal inspiración para el surgimiento de este vehículo literario fue la fuerte crisis económica que atravesaba Argentina: la inflación mensual cercana al 200% hacía casi imposible cualquier nuevo proyecto de edición e impedía especialmente la aparición de los varios fanzines de ciencia ficción que habían empezado a surgir durante la década de 1980.
Originalmente el programa funcionaba en MS-DOS con una cantidad relativamente pequeña de páginas. Sucesivas mejoras en la compresión permitieron que en el reducido tamaño de un disquete de 360 kilobytes se pudieran incluir novelas completas con ilustraciones, como fue el caso de El Libro de la Tierra Negra, de Carlos Gardini, actualmente una novela impresa por medios convencionales pero que vio la luz por primera vez como un número especial de Axxón. Refinamientos posteriores permitieron la inclusión de mejores imágenes, sonido, conversión a una versión completamente gráfica y luego una versión que funcionaba bajo Windows, siempre con la idea de que todo el programa debía caber en un disquete (que para ese momento ya eran de 1,2 y 1,4 megabytes).
Axxón apareció durante nueve años invariablemente cada mes, superando el centenar de números, pero diversas circunstancias volvieron más irregular la preparación de los números ejecutables. Además, el acceso a Internet del público regular era más económico y fácil. Todo esto decidió a su director a darle un nuevo impulso a la publicación, transformando la página web de Axxón de punto de presencia para la bajada de los programas ejecutables en sede de un webzine sumamente activo.

## Axxónhoy

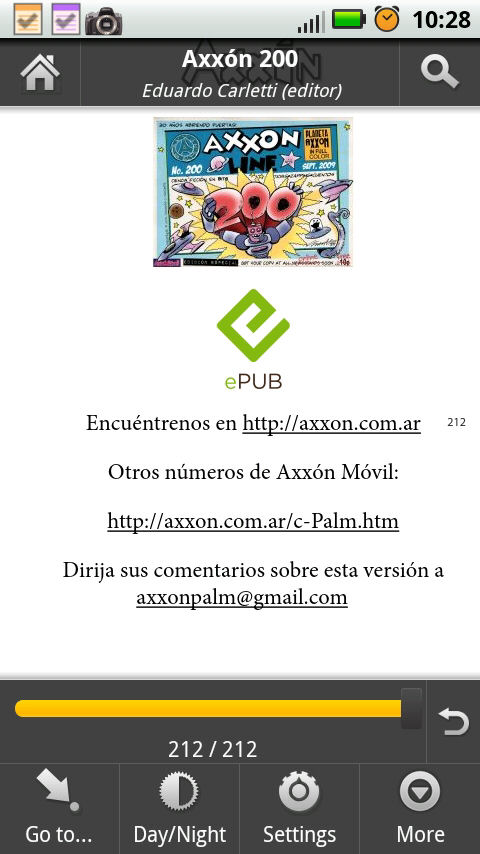
Axxón 200 en un teléfono Android, con los menús de Aldiko desplegados

En el sitio de Axxón residen actualmente los números mensuales de la revista, bajo la dirección editorial de Eduardo J. Carletti y selección de relatos a cargo de distintos colaboradores a lo largo del tiempo. La revista, además del contenido de relatos, presenta, según la disponibilidad de material, una sección de Correo, una columna de divulgación científica a cargo de Marcelo Dos Santos), y otras secciones de difícil clasificación, como lo fueron AnaCrónicas, a cargo de Otis, y Batiburrillo, a cargo de Saurio. Fuera del formato habitual de revista, como complemento en el sitio y bajo la dirección de Eduardo J. Carletti, una sección de curiosidades inspiradoras de la ciencia y la historia, denominado Zapping de Axxón, a cargo de Eduardo J. Carletti y Marcelo Dos Santos, un taller literario gratuito, críticas literarias y cinematográficas, una galería de arte, una nutrida sección de noticias de literatura y ciencia que se actualiza con frecuencia, una página dedicada a Héctor Germán Oesterheld, una ciudad virtual llamada Urbys, una sección sobre posibles futuros, secciones de tiras y cuadros gráficos, y el principio de una Enciclopedia de la ciencia ficción argentina, abierta a los aportes del público.
Aunque principalmente orientado a presentar sus textos en castellano, desde su página principal puede accederse a versiones en varios idiomas de cuentos ya publicados con anterioridad.

### Formatos descargables
Los números mensuales pueden descargarse para su lectura fuera de línea:
- Desde abril de 2002 hasta agosto de 2021,[1] se generaron versiones para Plucker, un programa para PDAs que funcionaba en Palm OS.
- Desde febrero de 2009, empezó a publicarse una versión EPUB.
- Desde diciembre de 2012, empezó a publicarse una versión Mobipocket.

Además de los números nuevos, se concluyó la reconversión de los números originales en formato ejecutable a los nuevos formatos ebook, brindando acceso a la mayoría del contenido incluido en los mismos.